# جسپر روزن
جسپر روزن (انگلیسی: Jesper Roesen؛ متولد ۲ مه ۱۹۷۵ در کپنهاگ) یک تکواندو کار بازنشسته دانمارکی است که در دسته پروزن مردان رقابت کرد. روزن به عنوان یکی از برترین بازیکنان تکواندوی اروپا در وزن خودش، سه عنوان قهرمانی اروپا (۱۹۹۶، ۱۹۹۸ و ۲۰۰۵) را در اختیار داشت، دو مدال نقره در مسابقات قهرمانی تکواندو جهان (۱۹۹۹ و ۲۰۰۱) کسب کرد و نماینده کشور خود دانمارک در بازی‌های المپیک تابستانی ۲۰۰۴ بود. در طول زندگی ورزشی خود، روزن تمام وقت برای باشگاه تکواندو هوارنگ در رودور، تحت مربیگری وهدایت مربی شخصی خود، بیارن یوهانسن فعالیت کرد.